# Libération de Ladysmith
Seconde guerre des Boers
Batailles
Raid Jameson (décembre 1895 - janvier 1896)
- Doornkop

Front ouest (octobre 1899 - juin 1900)
- Kraaipan
- Belmont
- Graspan
- Modder River
- Stormberg
- Magersfontein
- Kimberley
- Paardeberg
- Poplar Grove
- Driefontein
- Sand River
- Mafeking
- Doornkop
- Biddulphsberg
- Lindley
- Diamond Hill

Front est (octobre 1899 - août 1900)
- Talana Hill
- Elandslaagte
- Rietfontein
- Bataille de Ladysmith
- Colenso
- Spion Kop
- Vaal Krantz
- Siège de Ladysmith
- Libération de Ladysmith
- Bergendal

Raids et guérillas (mars 1900 - mai 1902)
- Sanna's Post
- Mostertshoek
- Jammerbergdrift
- Roodewal
- Bothaville
- Leliefontein
- Nooitgedacht
- Vlakfontein
- Groenkloof
- Elands River
- Bloedrivier Poort
- Bakenlaagte
- Groenkop
- Tweebosch
- Rooiwal

La libération de Ladysmith, également connue en tant que bataille des hauteurs de la Tugela, comprend une série d'actions militaires tenues du 14 au 27 février 1900 au cours desquelles les troupes britanniques du général Sir Redvers Buller forcèrent les troupes boers du général Louis Botha à lever le siège de Ladysmith au cours de la seconde guerre des Boers.

## Rétroactes
L'armée de Buller fit précédemment trois autres tentatives pour lever le siège de Ladysmith. Les batailles de Colenso, Spion Kop et Vaal Krantz furent des défaites humiliantes pour les Britanniques face aux troupes boers irrégulières du général Botha. En trois mois, les pertes britanniques se montèrent à 3 400 hommes, pour bien moins pour les Boers. Le  12 février, Buller décida d'une quatrième attaque pour libérer Ladysmith. Sa supériorité était désormais de 10 contre 1 pour l'artillerie, et de 4 contre 1 pour le nombre d'hommes. Il avait décidé par ailleurs d'abandonner les méthodes d'attaque traditionnelles britanniques pour un combat plus dynamique face aux Boers.

## Géographie
La route directe vers Ladysmith longe la voie de chemin de fer, en une direction générale nord-sud. Le chemin de fer traverse la Tugela à Colenso, pour ensuite remonter la rive nord et monter sur le plateau entre les Railway Hill et Pieters Hill vers Ladysmith. Alors que les défenses boers se trouvaient essentiellement au nord de la rivière, les Boers tenaient également plusieurs collines au sud de la rivière et à l'est de Colenso. La rivière Tugela provenait en général de l'est, mais au niveau du pont de chemin de fer, elle coulait par endroits nord et nord-est. Sur le segment nord-est, la rive nord comprenait l'essentiel des positions boers.
La colline de 500 pieds d'altitude Hlangwane se dressait au nord-est de  Colenso sur la rive sud et surplombait le chemin de fer. Au cours de la bataille de Colenso, une attaque britannique sur Hlangwane fut repoussée. Depuis, les Boers avaient grandement renforcé la colline. Hlangwane en sa possession, Buller pouvait dès lors aisément traverser la rivière à Colenso. Pour capturer Hlangwane, Buller réalisa qu'il devait d'abord bouter les Boers hors des autres positions au sud de la rivière. Mais même avec la maîtrise de la rive sud, Buller aurait encore à expulser les Boers établis sur les collines au nord de la rivière.

## Batailles sur la rive sud
Le 12 février, le lieutenant-colonel Julian Byng mena une reconnaissance pour prendre Hussar Hill, une position au sud de Colenso. Elle tomba aux mains de la brigade montée du colonel Douglas Cochrane le 14 février, et 34 pièces d'artillerie britanniques y furent rapidement mises en position. Avec le support des canons, la 4e infanterie du major-général Neville Lyttelton poussa vers le nord-est le 15 février. Cingolo Hill, au nord-est de Hussar Hill, tomba ensuite. Le 18 février (Bloody Sunday), la brigade du général-major Henry J. T. Hildyard captura la colline de Monte Cristo, haute de plus de 300 mètres, pendant que la sixième brigade du général-major Geoffrey Barton s'emparait de Green Hill. Les Boers abandonnèrent la colline de Hlangwane et la totalité de la rive sud le 19 février. Les Britanniques installèrent alors de l'artillerie lourde au sommet de Hlangwane.

## Batailles sur la rive nord

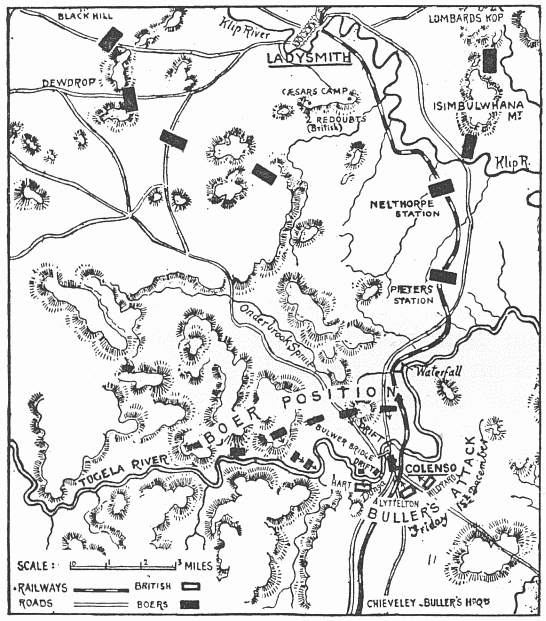
Plan de la bataille de Colenso. Le lieu de la bataille des hauteurs de la Tugela figure à droite de la carte

Buller préférait éviter la route évidente vers le nord suivant le chemin de fer, mais un de ses officiers de renseignement lui indiqua qu'une avance vers le nord à partir de la colline Monte Cristo n'était pas envisageable. Dès lors, les Britanniques durent trouver la façon d'emporter les positions boers. L'infanterie britannique occupa Colenso le 19 février et la tête de pont du chemin de fer fut établie à la gare de Colenso. Le 21 février, un pont-ponton fut installé face au flanc ouest de Hlangwane et l'armée britannique. La 11e brigade du général-major Arthur S. Wynne captura des positions boer à Horse-shoe Hill et Wynne's Hill à 5 kilomètres au nord de Colenso le 22 février au soir. La brigade irlandaise du général-major Fitzroy Hart attaqua alors la hauteur suivante au nord-est, Hart's Hill, le 23 février. Sans attendre de renforts, Hart envoya ses troupes plus en avant, mais elles furent repoussés avec plus de 500 blessés. Deux bataillons de renforts arrivèrent à temps pour prévenir un revers. Deux colonels figuraient parmi les morts des Royal Inniskilling Fusiliers, qui perdirent 72 % de leurs officiers et 27 % de leurs hommes. Au cours de cet affrontement, Edgar Thomas Inkson secourut un jeune officier, sévèrement blessé et incapable de marcher, et le porta sur 300 ou 400 mètres sous feu nourri pour le mettre en sécurité, ce qui lui valut la croix de Victoria.
Le 25 février, un armistice de 6 heures fut décrété pour récupérer les blessés sur Wynne Hill et Hart's Hill. Sur l'un des flancs de collines, 80 morts et seulement trois survivants furent trouvés. Cette trêve fut par ailleurs l'occasion de discussions entre soldats des deux camps, et permit notamment à certains Britanniques de voir des Boers, qui étaient restés invisibles à leurs yeux depuis le début de la bataille.
Buller chercha alors une autre voie de pénétration des lignes boers. Après les défenses boers, la Tugela entrait dans un défilé. Le pont-ponton fut alors déplacé au nord de l'entrée de la gorge de la rivière, ce qui permit aux soldats britanniques de traverser et de se déplacer vers le nord-est le long de la rive, à l'abri du regard des Boers. Pendant ce temps, une combe fut localisée, et les Britanniques y installèrent leur artillerie afin de supporter l'infanterie à distance. La division d'infanterie du lieutenant-général Sir Charles Warren fut envoyée attaquer le flanc gauche des Boers. Les brigades devaient attaquer de l'est vers l'ouest, en commençant par Pieters Hill, puis Railway Hill et finalement Hart's Hill. Pendant ce temps, la division de Lyttelton devait menacer le centre et le flanc droit des lignes boers. Pour une fois, Botha ne parvint pas à anticiper les mouvements britanniques.

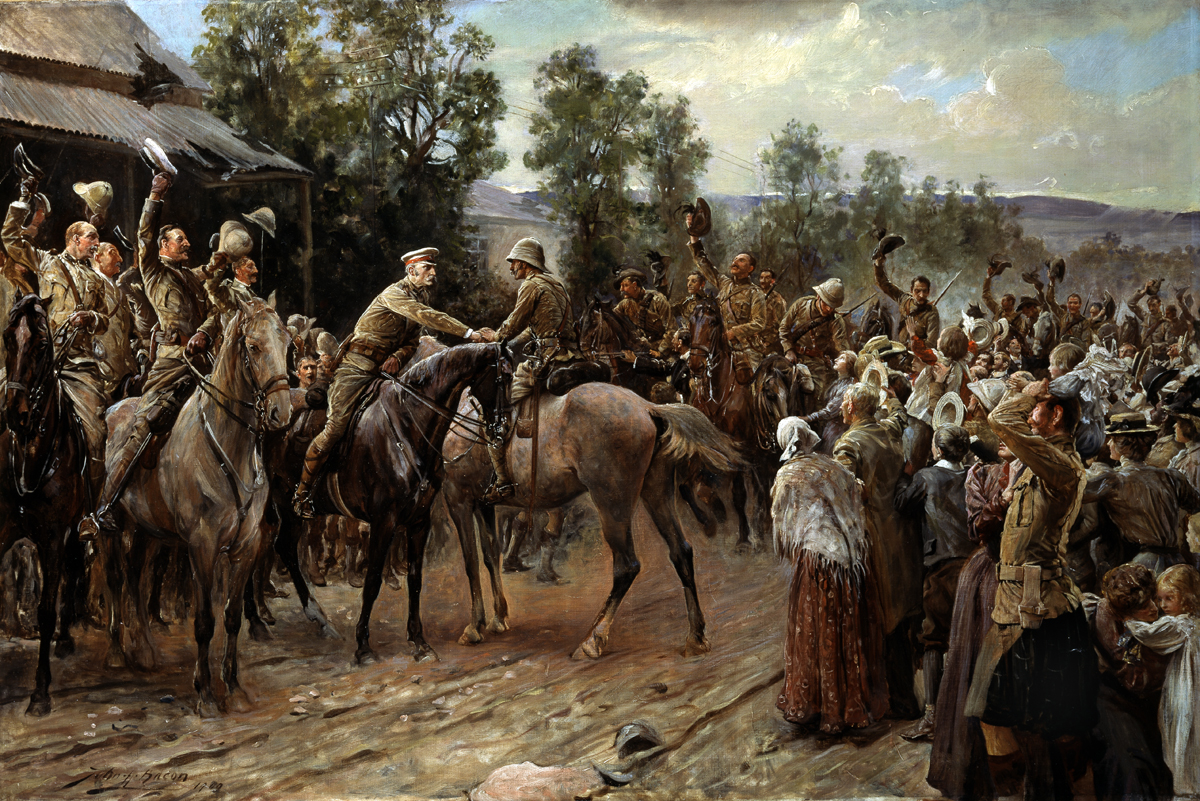
La libération de Ladysmith. Sir George White accueille le major Hubert Gough le 28 février. Peinture de John Henry Frederick Bacon (1868-1914)

La brigade de Barton attaqua Pieters Hill peu après midi le 27 février. Après l'une des premières utilisations d'un barrage d'artillerie par des canons de 4,7 pouces, la 6e brigade avança rapidement. Puis vers 14h00, comme l'infanterie britannique fut hors de vue des observateurs de l'artillerie et que Botha renforçait ses fronts, l'attaque fut bloquée. L'attaque fut reportée à 14 h 30 et repoussée à la suite de la forte résistance boer et des tirs d'enfilade de Railway Hill à l'ouest.
À 15h00, la 5e brigade du colonel Walter Kitchener (en) attaqua Railway Hill. Après être montés lentement, les soldats emportèrent le nek (le col) entre Hart's Hill et Railway Hill en une charge de baïonnette, et capturant 48 Boers. La dernière à opérer un mouvement d'attaque fut la 4e brigade du général major Norcott qui lança un assaut sur Hart's Hill. Le support de l'artillerie rapprochée s'avéra décisif, lorsque les tranchées tombèrent une à une face aux tirs. Une dernière charge d'infanterie permit d'emporter la crête, entrainant une retraite des Boers.

## Retraite
Le 28 février, les défenseurs assiégés de Ladysmith observèrent une longue colonne de cavaliers et de chariots boers se dirigeant rapidement vers le nord, hors de portée cependant des canons britanniques. Peu après 17h00, deux escadrons de l'infanterie montée britannique dirigées par le major Hubert Gough arrivèrent à Ladysmith, mettant dès lors fin au siège de 118 jours. Botha se retira et établit une nouvelle ligne de défense au nord dans le Biggarsberg, entre Newcastle et Majuba. Cette ligne fut emportée en juin par les Britanniques, qui firent la jonction au Transvaal avec les troupes de Roberts le 4 juillet. Buller commanda la dernière bataille rangée de la guerre à Bergendal.